# Сорго алепське

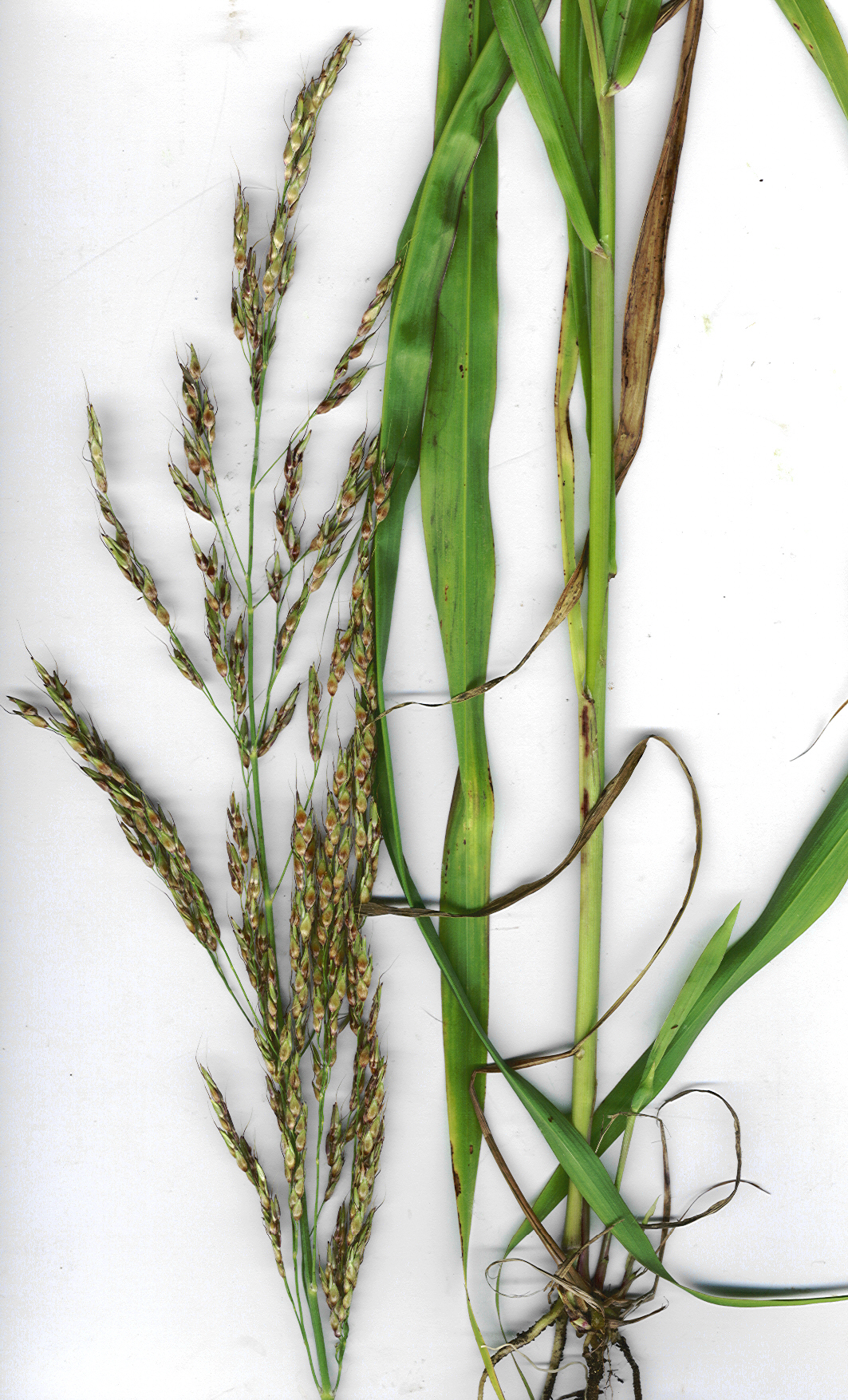

Со́рго але́пське або гума́й (Sorghum halepense (L.) Pers.) — рослина родини тонконогових (Poaceae).

## Опис
Багаторічний коренепаростковий бур'ян, теплолюбний, віддає перевагу пухким, родючим ґрунтам, не витримує засолених, сухих і щільних ґрунтів. Батьківщина гумаю — країни Середземномор'я, Близький Схід. широко розповсюджене в країнах з тропічним і субтропічним кліматом. Засмічує всі культури, сади, виноградники. Рослина отруйна.
Цвіте з першого року життя в липні-серпні. Плодоносить у серпні-жовтні. Одна рослина утворює до 10 000 зернівок. Насіння має глибокий і розтягнутий період спокою, завдяки щільній оболонці зберігають життєздатність до 5 років. При зберіганні насіння в гної, силосі чи у воді, вони втрачають здатність до проростання. Розмножується як насінням, так і кореневищами.

## Використання
Входить до 18-ти найшкідливіших бур'янів світового землеробства. Використовується у світі на фураж та у боротьбі з ерозією. Молоді пагони насичені ціанистими сполуками можуть викликати падіж великої рогатої худоби та коней. Через велику швидкість росту здатен до заміщення інших злаків у біоценозах.

### Боротьба
Головний шлях розростання бур'яну — відростання з кореневищ, тому заходи боротьби повинні враховувати необхідність знищення і насіння, і кореневищ. Глибока зяблева оранка в результаті якої кореневища вивертаються на поверхню і засихають (в теплий період року), або вимерзають (зимою) — один з найефективніших методів знищення бур'яну. При температурі -30°—35ºС протягом 7 днів та —10°—12ºС декілька днів кореневища повністю втрачають здатність до життєдіяльності. Одночасно з цим використовується розрізування дискуванням та глибоке загортання кореневищ, а також пригнічення бур'яну посівами високо конкурентних культур: озимої пшениці, озимої вики, люцерни.
З гербіцидів для боротьби з бур'яном використовуються: Фурорі супер А (для боротьби лише з сорго алепським), гліфосати та їх аналоги — Раундап, Утал, Фарсі, Фосуленд, Глісол, що застосовуються чітко за інструкціями до них. Гліфосати та їх аналоги знищують також свинорий, пирій повзучий та більшість дводольних бур'янів. Препарати діють краще за умови, коли висота стебла бур'яну 20—30 см, листова поверхня його велика (частіше це червень). При обробках необхідно, щоб гербіцид потрапляв лише на рослини бур'яну інакше він зашкодить і культурним рослинам.
Останнім часом спостерігається проблема розвитку резистентних до гліфосатів форм, наприклад в Аргентині.

### Карантин
В Україні вперше було накладено карантин по даному бур'яну в Одеській області в 1 господарстві на площі 55 га, у 2003 році. У результаті обстежень у 2006 році виявлено нові осередки сорго алепського у Тарутинському та Арцизькому районах, де і надалі можливе розширення ареалу цього бур'яну. Площа зараження бур'яном склала 760 га.